# تانكريد أوغوست
كان جوزيف أنتوان تانكريد أوغوست (بالفرنسية: Joseph Antoine Tancrède Auguste ‎ʒɔzɛf ɑ̃twan tɑ̃kʁɛd ogyst‏؛ و. 16 مارس 1856 - ت. 2 مايو 1913) رئس هايتي من 1912 إلى 1913. ولد في كاب هايتيان ومات في بورت أو برانس.